# Jean-Pierre Lebreton
Jean-Pierre Lebreton, né le 21 août 1949 à Thimert-Gâtelles en Eure-et-Loir, est un scientifique français, responsable scientifique et technique de la mission Huygens, Agence spatiale européenne (en anglais : European Space Agency ou ESA) / Centre européen de recherche et de technologie spatiales (en anglais : European Space Research and Technology Centre ou ESTEC) à Noordwijk aux Pays-Bas. Il fait ses études universitaires en physique à l'université d'Orléans, puis une thèse en physique expérimentale des milieux ionisés, sur la mise au point de méthodes de diagnostic de l’environnement ionisé de la Terre. 

## Ses débuts professionnels
En 1978, il part pour deux ans comme post-doc au Centre européen de technologie spatiale, l’un des centres de l’Agence spatiale européenne aux Pays-Bas. Il est embauché comme chercheur en 1980. Il travaille sur la mission Cassini-Huygens depuis 1984 et suit toutes les étapes de la mise en place de cette mission très ambitieuse, menée en collaboration entre l’Europe et les États-Unis. Il est le responsable scientifique de la mission Huygens depuis 1989 et le chef de mission depuis 2002. 

## Carrière
Pendant toute sa carrière, il a participé au développement de nombreux instruments scientifiques. L’un de ces instruments vole à bord de la sonde spatiale Rosetta qui a atteint la comète 67P/Tchourioumov-Guérassimenko en 2014. Il est aussi le responsable scientifique d’un instrument à bord du microsatellite DEMETER du Centre national d'études spatiales (CNES) lancé mi-2004 en orbite autour de la terre, dont l’objectif principal est d’étudier les effets ionosphériques engendrés par les tremblements de terre.

## Distinctions
En 2005, l'Association des journalistes professionnels de l'aéronautique et de l'espace (AJPAE) lui décerne, ainsi qu'à l’équipe de la mission Huygens, le prix Icare.